# Велика Кушшор
Велика Кушшо́р (рос. Большая Кушшор) — річка в Республіці Комі, Росія, ліва притока річки Ілич, правої притоки річки Печора. Протікає територією Троїцько-Печорського району.
Річка починається на південно-західних схилах височини Ляга-Чугра, протікає на захід, північний захід та захід.